# Soliloquium (album)
Soliloquium – drugi studyjny album zespołu Normalsi, wydany 28 lutego 2005 roku. 

## Opis
Soliloquium to opowieść artysty – muzyka, żyjącego na granicy szaleństwa, mówiącego do siebie o świecie, w którym nikt nie potrafi słuchać. Bogata w obrazy, ale smutna to historia człowieka samotnie szukającego punktu odniesienia wobec własnego losu na dachach i kominach wyrastających nad miastem, w którym żyje. Stąd roztacza się widok na jego życie pełne pomyłek, zdrad własnych i cudzych, rozstań z tymi, których kochał, porzuconych nadziei, śmierci bliskich, bólu topionego w alkoholu, tęsknoty za utraconym rajem dzieciństwa i rozpaczliwej wiary w to, co niemożliwe.

## Lista utworów
1. "Intro" – 1:00
2. "Solilokwium" – 5:14
3. "Łajza" – 3:19
4. "Komin" – 4:28
5. "Do stracenia" – 4:00
6. "Juda" – 4:32
7. "Patologia" – 3:20
8. "Śmierć jak kot" – 5:08
9. "Czarny tydzień" – 5:32
10. "Twój głos niespokojny" – 3:37
11. "Wielki b" – 3:13
12. "Moja wojna" – 2:18
13. "Nie ma mowy" – 4:03
14. "Outro" – 0:58

## Twórcy
- Piotr "Chypis" Pachulski – wokal, gitara elektryczna
- Mirek "Koniu" Mazurczyk – gitara elektryczna
- Marcin "Rittus" Ritter – gitara basowa
- Adam "Marszałek" Marszałkowski – perkusja